# Municipio de Guanajay
Municipio de Guanajay är en kommun i Kuba.   Den ligger i provinsen Artemisa, i den västra delen av landet, 40 km sydväst om huvudstaden Havanna. Antalet invånare är 28 429. Arean är 113 kvadratkilometer.
Terrängen i Municipio de Guanajay är platt.